# Gare de Chavornay
La gare de Chavornay est une gare ferroviaire suisse des lignes du Pied-du-Jura et Orbe – Chavornay. Elle est située entre la zone résidentielle et industrielle de la commune de Chavornay dans le canton de Vaud. 

## Situation ferroviaire
Établie à 447,1 mètres d'altitude, la gare de Chavornay est située au point kilométrique (PK) 27,46 : de la ligne du Pied-du-Jura (no 210), entre les haltes de Bavois et d'Essert-Pittet. Elle est aussi le terminus de la ligne Orbe – Chavornay (no 211) au (PK) 3,9 après la gare des Granges.
La gare a une disposition en Y, le bâtiment étant au centre de la pointe et la voie vers Orbe sur une branche et les voies vers Yverdon-les-Bains sur l'autre. La branche vers Orbe est électrifiée en courant continu sous une tension de 750 V et l'autre branche est électrifiée en courant alternatif sous une tension monophasée de 15 kV à 16,7 Hz,.

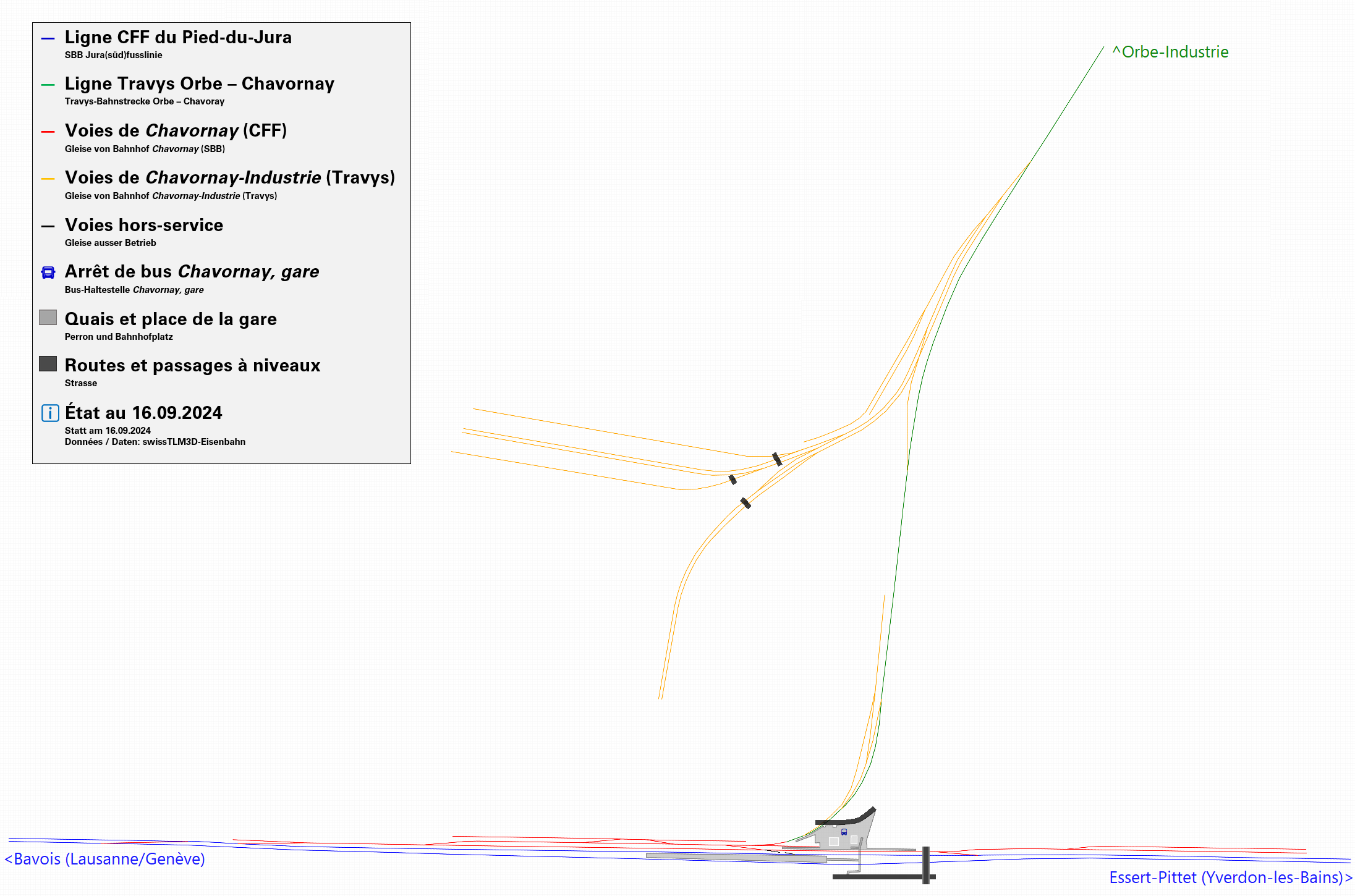
Plan de voie de la gare en 2024. Dernière modification en date, l'ajout en 2016 des deux voies en rouge côté Yverdon-les-Bains servant principalement pour la formation des trains de betraves.

## Service des voyageurs

### Accueil

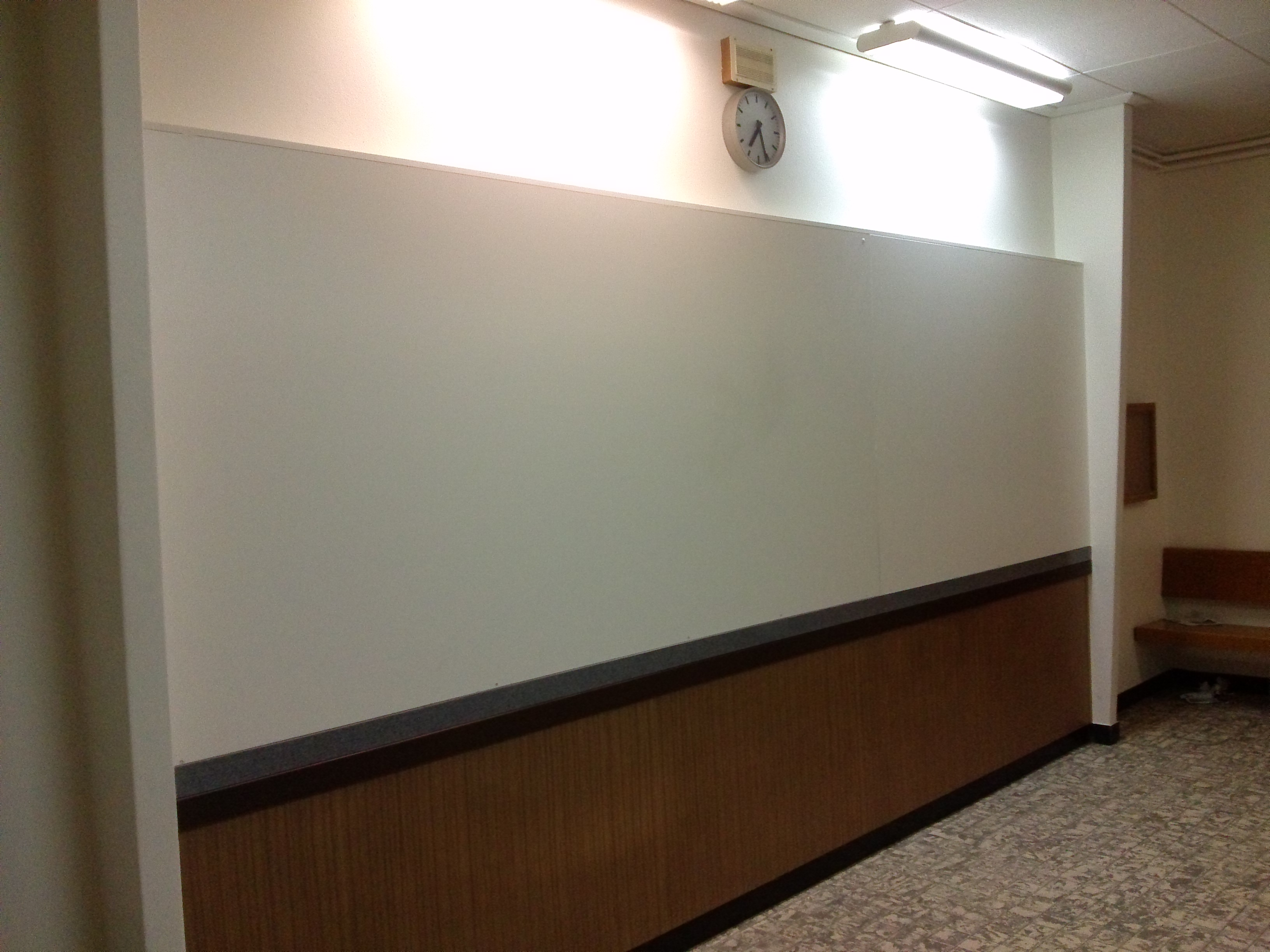
Anciens guichets de la gare fermés par une cloison

Cette gare CFF et Travys disposait d'un bâtiment voyageurs, avec salle d'attente ouverte tous les jours. Celle.ci a été remplacée par des toilettes en 2024. La gare est équipée d'un automate pour l'achat de titres de transports situé à l'extrémité du passage sous-terrin côté village. Jusqu'au 31 décembre 2009 la gare a comporté des guichets qui ont été fermés au 1er janvier 2010. Le personnel de gare au service des guichets était basé sur Yverdon-les-Bains et ne vient plus à la gare de Chavornay. Le quai pour les trains à destination d'Orbe ne comporte qu'un abri en bois et un oblitérateur de cartes multicourses.

### Desserte
La gare de Chavornay est desservie par les lignes R1 et R2 du Réseau express régional vaudois reliant Grandson à Cully ainsi que par la ligne R11 de Travys à destination d'Orbe. Elle est aussi un nœud ferroviaire pour le trafic marchandises qui desservent les zones industrielles de la plaine de l'Orbe.

### Intermodalité
Un parc relais pour les véhicules de 49 places y est aménagé. La gare est aussi desservie par deux lignes de bus de CarPostal ; la ligne 10.428 à destination de Thierrens, gare routière via la gare d'Échallens et la ligne 10.675 à destination de la gare d'Yverdon-les-Bains. La ligne R11 est doublée par des bus Travys portant l'indice B11 à destination d'Orbe (certains continuent en tant que ligne 10.686 pour Baulmes, gare).

## Terminal Combiné Chavornay
À proximité de la gare se trouve le Terminal Combiné Chavornay (TERCO), qui est une entreprise de logistique et de ferroutage. Le 6 janvier 2005, le premier train navette entre le port de Bâle et Chavornay est arrivé. Le 15 avril 2005, le terminal est inauguré en présence notamment du conseiller fédéral Moritz Leuenberger, de la conseillère d'État Jacqueline Maurer-Mayor, du conseiller aux États et président du conseil d'administration Michel Béguelin, et du syndic Pierre-André Leuenberger.